# Barwon River (Bass-Straße)
Der Barwon River ist ein Fluss im südlichen Victoria in Australien.

## Verlauf
Die Quelle des Barwon River liegt in den Otway Ranges. Der Fluss fließt zuerst nach Norden, nach Winchelsea nach Osten, bis er die Stadt Geelong erreicht, wo der Moorabool River einmündet. 
Der Barwon River fließt durch die südlichen Stadtteile der Hafenstadt Geelong, ohne aber in die nur zweieinhalb Kilometer entfernte Corio Bay zu münden, sondern ändert seinen Verlauf nach Südosten. Eine Reihe von Brücken überspannen den Fluss in Geelong. Außergewöhnlich ist die einspurige Queens Bridge im Stadtteil Newtown. Mit mehreren Parkanlagen ist der Barwon River ein beliebter Erholungsraum für Geelong. 
Der Fluss quert in der Folge die Bellarine Peninsula und durchfließt den Lake Connewarre. Er mündet in die Bass Strait zwischen Ocean Grove und Barwon Heads südöstlich von Geelong.
Das Wasser des Flusses wird für Landwirtschaft und Industrie verwendet. Auf dem Barwon River wird Wasserski gefahren. Auch Ruder-Regatten wie die Head of the River werden veranstaltet.

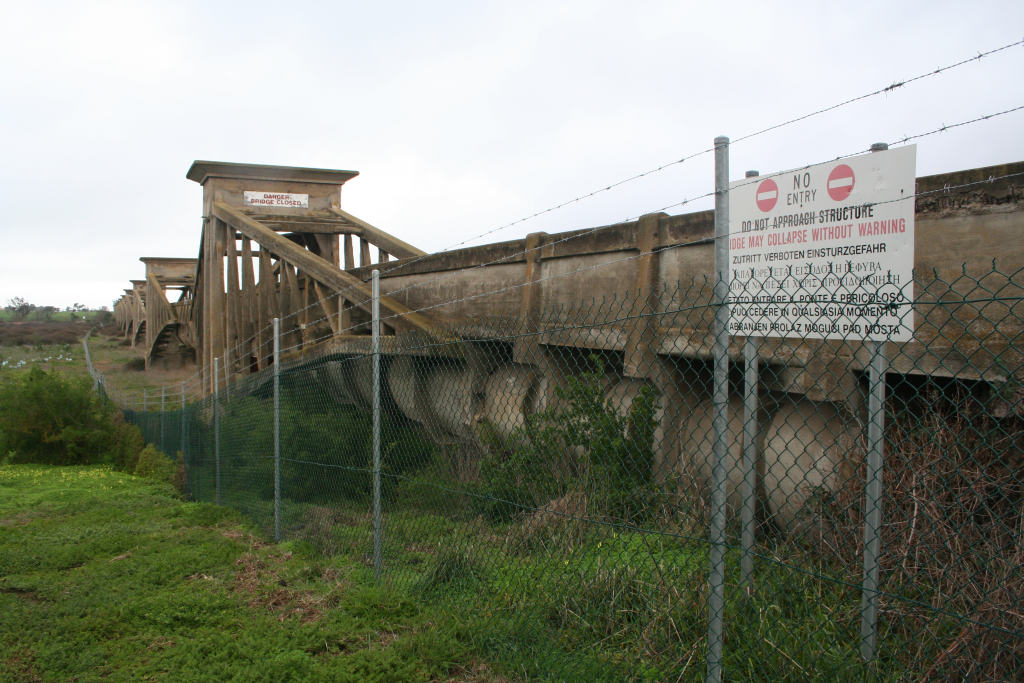
Sewer-Aquädukt für Abwässer
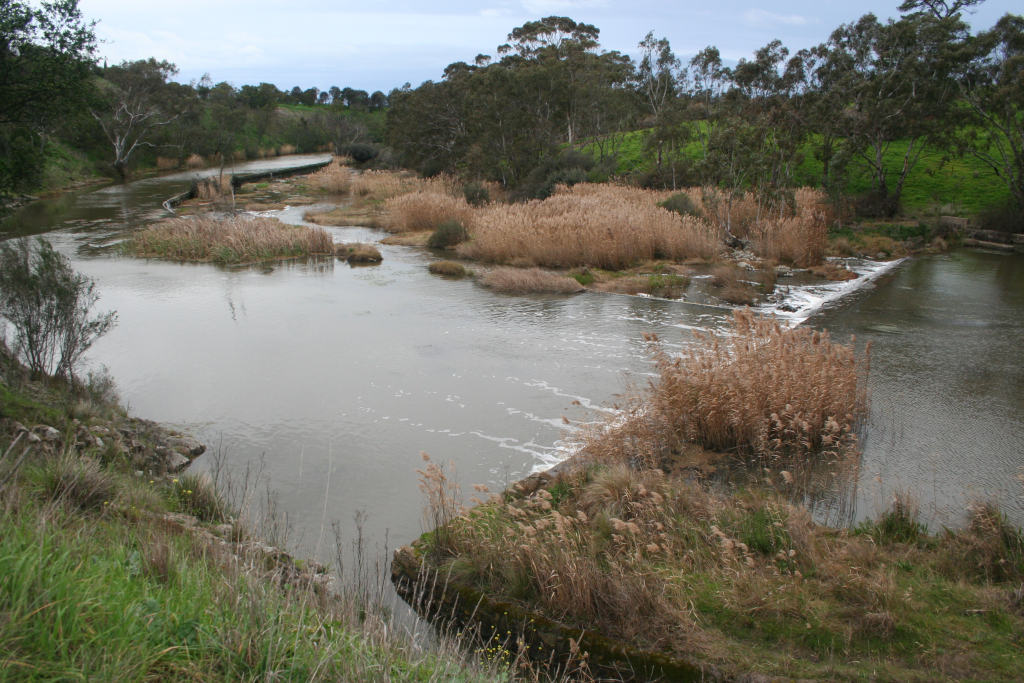
Wehr am Buckley's Falls
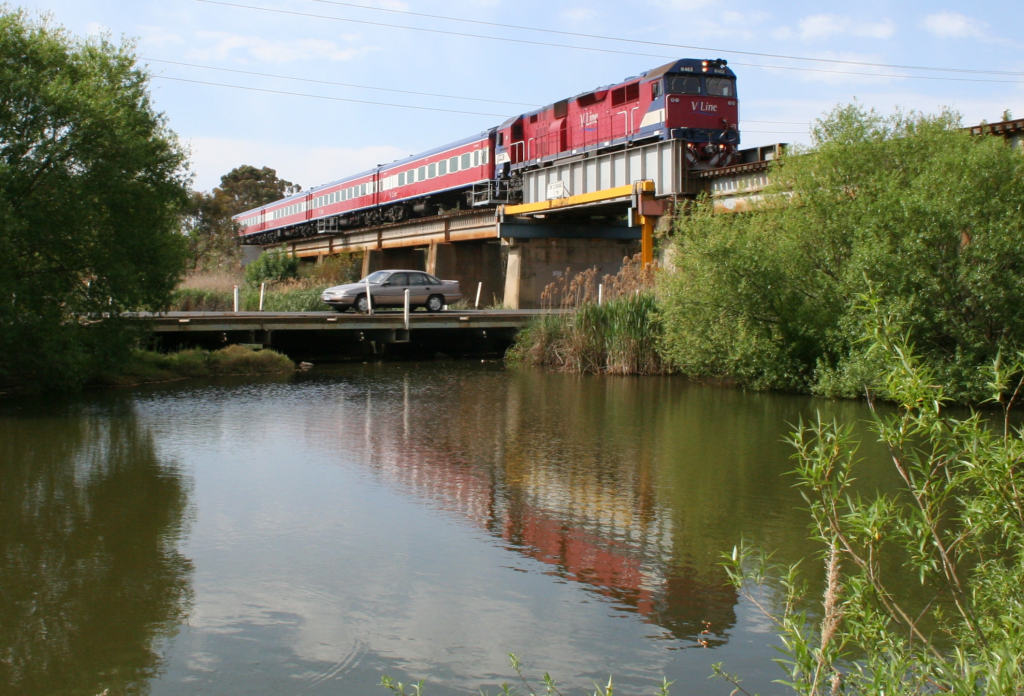
Breakwater Bridge in East Geelong